# Gromada Turów (Powiat Częstochowski)
Gromada Turów war eine Verwaltungseinheit in der Volksrepublik Polen zwischen 1954 und 1959. Verwaltet wurde die Gromada vom Gromadzka Rada Narodowa dessen Sitz sich in Turów befand und der aus 11 Mitgliedern bestand.

Die Gromada Turów gehörte zum Powiat Częstochowski in der Woiwodschaft Katowice (damals Stalinogród) und bestand aus den ehemaligen Gromadas Turów und der Siedlung Kolonia Przymiłowice-Podgrabie aus der aufgelösten Gmina Olsztyn sowie der Gromada Bukowno aus der aufgelösten Gmina Żuraw, des Weiteren den Waldflächen 229 und 230 des Forstbezirks Złoty Potok.

Zum 31. Dezember 1959 wurde die Gromada Turów aufgelöst und in die Gromada Olsztyn eingegliedert.